# Mykoła Trubaczow
Mykoła Iwanowycz Trubaczow, ukr. Микола Іванович Трубачов, ros. Николай Иванович Трубачёв, Nikołaj Iwanowicz Trubacziow (ur. 20 maja 1957 w Mołotowie, Rosyjska FSRR) – ukraiński piłkarz pochodzenia rosyjskiego, grający na pozycji obrońcy, trener i sędzia piłkarski.

## Kariera piłkarska
Występował w klubach Cemientnik Lipieck, Elektrosiła Leningrad oraz w wojskowych zespołach Moskiewskiego, Północno-Kaukaskiego i Nadbałtyckiego Wojskowych Okręgów.

## Kariera sędziowska
Jako arbiter kategorii krajowej sędziował mecze piłkarskie na Ukrainie do 45 lat, co nie przeszkadzało mu również trenować profesjonalne zespoły.

## Kariera trenerska
W 1979 roku ukończył Wojskowy Instytut Kultury Fizycznej w Leningradzie. Po zakończeniu kariery piłkarza w latach 1979-1996 trenował wojskowe zespoły przed przejściem na emeryturę w randze podpułkownika w 1996 roku. Do 2002 trenował juniorów w Szkole Piłkarskiej Zmina-Obołoń Kijów. Potem pracował na różnych stanowiskach w klubie Obołoń Kijów. W 2007 pomagał trenować rosyjski klub Zwiezda Sierpuchow, a w 2008 Rusiczi Orzeł. 20 lutego 2009 roku został zaproszony do sztabu szkoleniowego Arsenału Charków. 13 kwietnia tego samego roku objął stanowisko głównego trenera tego zespołu. Po zakończeniu sezonu 2008/09 opuścił charkowski klub i przeniósł się do Bukowyny Czerniowce. 12 listopada 2009 został odwołany ze stanowiska. 2 sierpnia 2010 roku został mianowany trenerem futsalowego MFK Lipieck. Równolegle pracował jako asystent trenera lokalnego Mietałłurga Lipieck. 14 stycznia 2011 zrezygnował z funkcji głównego trenera MFK Lipieck, po czym został zaproszony do sztabu szkoleniowego FK Kaługa. 19 lipca 2012 został mianowany na głównego trenera Amkaru Perm ze względu na fakt, że aktualny trener Rustem Chuzin nie miał wymaganej licencji trenerskiej kategorii Pro. 17 stycznia 2013 ogłoszono o rozwiązaniu umowy z klubem. W lipcu 2014 stał na czele kazachskiego klubu FK Maktaaral. 1 lipca 2015 został mianowany na stanowisko głównego trenera litewskiego klubu Kruoja Pokroje.

## Sukcesy i odznaczenia

### Sukcesy piłkarskie
Bukowyna Czerniowce
- mistrz Ukraińskiej Drugiej Ligi: 2009/10